# Служба распространения визуальной информации Министерства обороны США
Служба распространения визуальной информации министерства обороны США (англ. Defense Visual Information Distribution Service (DVIDS)), старое название Служба распространения видео и изображений министерства обороны США или Система распространения оборонных видеоматериалов и изображений (Defense Video & Imagery Distribution System ) — подразделение Службы оборонных средств массовой информации, которое обеспечивает связь между мировыми средствами массовой информации и американскими военнослужащими, проходящих службу как на территории США, так и за пределами страны. Подразделение обслуживает все виды вооруженных сил США, а также коалицию партнеров Центрального командования.

## Деятельность
Служба осуществляет следующие задачи:
- Передача данных в реальном времени — видео высокого качества, подкастов, аудиоинформации, вебкастов, неподвижных изображений, а также предоставления возможности немедленного интервью с военнослужащими, командирами и профильными специалистами[3][4][5][6].
- Руководство деятельностью телеканала DefenseTV, доступ к которому можно получить с помощью сетевых медиаплееров Chromecast, Roku, Amazon Fire TV[7][8].
- Обслуживание мобильного приложения Military 24/7, размещающего новости, видео и фото, поставляемые самими военнослужащими, находящимися в местах дислокации по всему миру[9].
- Хранение архива данных текущих боевых операций в Ираке, Афганистане, Кувейте, Катаре и Бахрейне[10].

Служба имеет следующее оборудование:
- Сеть спутниковых передатчиков Ku-диапазона по всей территории США с центральным узлом в Атланте, штат Джорджия.
- Для передачи и хранения данных в настоящее время Служба использует программное обеспечение компании Aspera[11].

## Пост про штурм Зоны 51
Летом 2019 года через социальную сеть Facebook был организован флешмоб под названием «Штурм Зоны 51», в котором предлагалось взять штурмом военную базу США «Зона 51». Флешмоб быстро обрел большую популярность, особенно среди миллениалов, родившихся в конце 20-го века. Министерство обороны США было вынуждено вмешаться и заявить, что сделает все возможное для защиты своей военной базы. После этого Служба распространения визуальной информации разместила в Твиттере пост, на котором был изображен бомбардировщик-невидимка B-2 с надписью:

Последнее, что увидят миллениалы, если попытаются сегодня пойти на штурм Зоны 51…
Оригинальный текст (англ.)The last thing Millennials will see if they attempt the Area 51 raid today...

Вскоре пост был удален и Министерство обороны принесло извинения за угрозы:

Прошлой ночью сотрудник твиттер-аккаунта DVIDSHUB разместил пост, который НИКОИМ ОБРАЗОМ не соответствует позиции Министерства обороны. Это было неуместно и мы приносим извинения за ошибку.
Оригинальный текст (англ.)Last night a DVIDSHUB employee posted a Tweet that in NO WAY supports the stance of the Department of Defense. It was inappropriate and we apologize for this mistake.

Во время штурма никто не пострадал, несколько человек было арестовано.

## Примечание
1. ↑  «Personnel Bios» Архивная копия от 21 августа 2020 на Wayback Machine («Биографии персонала»), официальный сайт Службы распространения визуальной информации
2. ↑  Фомичёв, 2014, с. 188.
3. ↑   DVIDS (англ.)
4. ↑  «The Red Bull Express» Архивная копия от 16 сентября 2021 на Wayback Machine, письмо 34-й пехотной дивизии (34th Infantry Division)
5. ↑  «Письмо регионального командования „Юго-запад“» Архивная копия от 16 сентября 2021 на Wayback Machine, (Regional Command Southwest), Афганистан
6. ↑  «About DVIDS» Архивная копия от 23 августа 2020 на Wayback Machine («О Службе распространения визуальной информации»), сайт Службы
7. ↑  «DefenseTV» Архивная копия от 20 октября 2021 на Wayback Machine, официальный сайт Службы распространения визуальной информации
8. ↑  «DVIDS Extends U.S. Military News & Information App „DefenseTV“ to Amazon Fire TV» Архивная копия от 4 декабря 2021 на Wayback Machine («Служба распространения визуальной информации расширяет приложение новостное приложение „DefenseTV“ на медиаплееры Amazon Fire TV»), журнал военно-морского министерства CHIPS, 10 апреля 2015 г.
9. ↑  «Military 24/7» Архивная копия от 28 августа 2020 на Wayback Machine, официальный сайт Службы распространения визуальной информации
10. ↑  «Mission» Архивная копия от 23 августа 2020 на Wayback Machine («Миссия»), официальный сайт Службы распространения визуальной информации
11. ↑  «Defense Video & Imagery Distribution System (DVIDS)» Архивная копия от 7 ноября 2017 на Wayback Machine, Asperasoft.com
12. ↑  Угрожающий пост и извинения за него Архивная копия от 8 марта 2021 на Wayback Machine, Твиттер, 21 сентября 2019 г.
13. ↑  «U.S. Military Says Sorry for Deleted Storm Area 51 Tweet Threatening Alien Hunters» Архивная копия от 24 декабря 2019 на Wayback Machine («Военные власти США извинились за удаленный твит про Зону 51, в котором угрожали охотникам за инопланетянами»), movieweb.com, 23 сентября 2019 г.
14. ↑  «Пентагон извинился за угрозу перед миллениалами, которые собирались штурмовать базу ВВС США „Зона 51“. Участникам штурма угрожали бомбой», Esquire.ru, 23 сентября 2019 г.

## Источник
- dvidshub.net (англ.) — официальный сайт Службы распространения визуальной информации Министерства обороны США
- Фомичёв Анатолий Александрович. О современной системе средств массовой информации министерства обороны США // Власть : журнал. — 2014. — Август. — С. 184—189.

### Перевод военных терминов
- Судзиловский Г. А. Англо-русский военный словарь: около 70000 терминов. Том 1. A-L. — 3-е. — М.: Воениздат, 1987. — 655 с.
- Судзиловский Г. А. Англо-русский военный словарь: около 70000 терминов Том 2. M-Z. — 3-е. — М.: Воениздат, 1987. — 688 с.